# MCプレス
株式会社MCプレス（エムシー・プレス）は、かつて存在した日本の出版社。毎日コミュニケーションズ（現・マイナビ）の100%子会社だった。

## 概要
2001年12月設立。
当時マイコミが販売していた雑誌類のうち『CD-ROM fan』など一部の雑誌で付録CD-ROMにアダルト画像・映像を収録していたところ、これがいわゆる有害図書に該当するとされた。一部の大手コンビニエンスストアチェーンや書店が「有害図書認定された出版物を発行している企業の出版物の取り扱いを全て拒否する」方針を示していたことから、この方針により『Windows Start』『Nintendo DREAM』など主力の雑誌類の販売に影響が及ぶことを恐れたマイコミが、有害図書指定される可能性のある出版物の発行業務を分離・委譲する形で独立させた。
本社はマイコミ及び毎日新聞社の東京本社があるパレスサイドビルディング内にある。取締役・監査役などといった重役はマイコミと兼任である。
2008年7月、刊行する全雑誌の廃刊と会社の解散を発表。同年8月31日をもって解散した。

## 主な発行物
主に取り扱っていた書籍としては趣味・実用書、スポーツの技術教本がある。以前はアダルトビデオ情報誌も取り扱っていた。

### 雑誌
2008年7月24日発売の週刊文春（7月31日号）に「「毎日」系企業が出す「エロ雑誌」が過激すぎる」との記事が掲載。毎日新聞本社の起こした英語版サイト「WaiWai」の不適切記事の騒動と関連しての取材だったが、MCプレス側は取材に対して「社屋内で不適切な撮影をしていたのが以前からの調査で発覚したため」との理由で、自社の発行していた成人向け雑誌を現在発行を予定している号を最後に全誌廃刊すると回答した。
その後、7月31日になって同社より「男性向けグラビア誌において、行き過ぎた表現の記事がありました」として休刊に加えて関係者の処分と会社の解散を発表した。
休刊・廃刊した雑誌
- P-mate - 宙出版へ譲渡
- DVD DELUX
- DVDデラデラ
- DVDヤッタネ!
- DVD人妻デラックス